# Гробница Чжаоцзюнь
Гробница Чжаоцзюнь (также гробница Ван Чжаоцзюнь, иер. трад. 昭君墓, пиньинь: Zhāojūnmù) — рукотворный земляной курган в 9 км к югу от китайского города Хух-Хото (Внутренняя Монголия). Курган посвящён памяти красавицы Ван Чжаоцзюнь, наложницы ханьского императора Юань-ди, ставшей женой шаньюя хунну Хуханье.

## Ван Чжаоцзюнь
Ван Чжаоцзюнь, уроженка уезда Цзигуй, считавшаяся одной из «четырёх красавиц Китая», жила в эпоху династии Хань. Во время царствования императора Юань-ди она попала в императорский гарем.
Выбирая новую жену, император не смотрел наложниц сам, а приказывал написать портреты всех обитательниц гарема и показать ему. Как правило, наложницы гарема, чтобы попасть в число жен императора, платили взятку придворному живописцу, чтобы он изобразил их покрасивее. Но Чжаоцзюнь, в отличие от других императорских наложниц, совершенно уверенная в своих качествах, из гордости отказалась давать взятку художнику Мао Яньшу. В отместку художник-взяточник нарисовал на её портрете родинки, которых у неё не было и в помине. Император, посмотрев на портрет, посчитал наложницу весьма неказистой и никогда не посещал её. В результате Ван Чжаоцзюнь скучала во дворце со многими другими наложницами, как птица в клетке, и не имела шанса встретиться с императором.
При заключении мира с хунну в 33 г. до н. э. шаньюй Хуханье попросил в залог добрососедских отношений руки дочери самого императора. Тот, не желая посылать собственную дочь в жены к кочевникам,  объявил, что наложница, готовая выйти замуж за «варвара», получит титул принцессы. Из всех императорских наложниц такое желание изъявила только Ван Чжаоцзюнь.
Когда императору показали портрет будущей жены Хуханье, он мельком взглянул на него, сразу согласился. Император горько пожалел о своём решении, впервые увидев её несравненную красоту лишь в присутствии гуннских послов, но побоялся поменять ее на другую наложницу без риска рассердить грозных кочевников. В политическом отношении этот брак оказался крайне выгодным и отношения с гуннами намного улучшились. Но император был крайне разгневан тем, что лишился самой прекрасной обитательницы своего гарема и продажный художник Мао Яньшу за обман своего повелителя был немедленно казнён.
Прожив остаток своих дней среди хунну, Ван Чжаоцзюнь родила Хуханье детей, что ещё больше укрепило союз с империей, и способствовала распространению среди хунну китайской культуры. Её история рассказывается в целом ряде произведений классической и современной китайской литературы, в том числе в четверостишии Ли Бо, драме Ма Чжиюаня «Лебединая песня и вещий сон осенью в ханьском дворце», пьесе Шан Сяоюня «Чжаоцзюнь уходит за Великую китайскую стену», утерянной пьесе Гуань Ханьцина и драме автора XX века Цао Юя «Ван Чжаоцзюнь».

## Гробница
Земляной курган высотой 33 метра и общей площадью 1,3 га на берегу реки Дахэ, в 9 км южнее Хух-Хото, впервые связывается с именем Ван Чжаоцзюнь в танской энциклопедии «Тундянь» конца VIII века. Настоящее место смерти и захоронения Ван Чжаозцюнь неизвестно, и сооружение скорее выступает в роли памятника, в настоящее время являясь одной из восьми основных достопримечательностей Хух-Хото.
Курган расположен среди степи, что ещё сильней подчёркивает его огромные размеры. По форме курган напоминает захоронения императоров и аристократов династии Хань, с одной его стороны сооружены площадка и ступени, а на второй площадке и на вершине размещены беседки. С вершины кургана открывается вид на степь и гряды далёких холмов.
Гробница Чжаоцзюнь известна также как «зелёная гробница». При взгляде издали курган выглядит тёмно-зелёным, и согласно народной легенде, в сентябре, когда наступают холода и трава в степи желтеет, на гробнице Чжаоцзюнь она остаётся зелёной. Другое народное изречение гласит, что курган меняет свой вид трижды в день: на заре, в полдень и при заходе солнца.

Китайский историк Цзянь Боцзань писал: 
Ван Чжаоцзюнь — не просто историческая личность, она — символ межнациональной дружбы; её усыпальница — не просто гробница, а памятник дружбе народов.
 В комплекс гробницы Чжаоцзюнь в настоящее время действительно входит бронзовый памятник, изображающий Ван Чжаоцзюнь и её жениха-гунна, едущих верхом бок о бок и о чём-то беседующих.